# 新亞歷山德里夫卡 (扎波羅熱區)
新亚历山德里夫卡（烏克蘭語：Новоолександрівка），是烏克蘭東南部扎波羅熱州扎波羅熱區新亚历山德里夫卡市镇内的村落及其行政中心。始建於1879年，面積23平方公里，海拔高度103米，2001年人口1,473，人口密度每平方公里64人。